# Delosperma dolomitica
Delosperma dolomitica är en isörtsväxtart som beskrevs av E. van Jaarsveld och A. E. van Wyk. Delosperma dolomitica ingår i släktet Delosperma, och familjen isörtsväxter. Inga underarter finns listade i Catalogue of Life.